# ヘクター氷河
ヘクター氷河（英語、Hector Glacier）とは、カナダ・アルバータ州にある氷河。北アメリカ大陸西部のカナディアンロッキーに属するヘクター山（Mount Hector／標高3390m）の北側斜面に存在する。

## 説明
北緯51度35分07秒、西経116度15分05秒に位置する

。
この場所はカナダ政府によってバンフ国立公園に指定されている。ヘクター氷河は、2002年現在ヘクター山の山頂に近い標高約3350mの地点から北へ向かって約3km流れ下り、標高約2430m付近まで続いている

。
しかし、かつてこの氷河はもっと長くて大きなものであり、少なくとも1900年代初頭頃は、さらに3km流れが続いていて、さらにもっと幅広く広がっていて付近の谷を60mの厚さの氷で埋め尽くしていたとされる

。
カナディアンロッキーに存在する他の氷河と同様に、この氷河も後退（縮小）していることが確認されている。例えば、1938年の夏の終わり頃、ボウ川支流のパイプストーン川（Pipestone River）の支流である、モーラー川（Molar Creek）が形成している谷へと巨大な氷塊がこの氷河から崩れ落ちた。この氷塊が通過した跡は、木々が根こそぎ引き抜かれて、何もかもが破壊されていたと言う

。
そして、この地方に住んでいた老人が1939年に当時の登山家に話したことによれば、過去40年間に、これほど大規模な氷河の崩壊は起こっていなかったという

。
また例えば、1960年代に、この氷河には多数のクレバスが出現し、さらに幾つかの氷塊に分裂してしまったことが確認されている

。
そして、今後も氷河の後退によって泥流などを発生させる恐れのある氷河の1つであるとして、このヘクター氷河も名を挙げられている

。

## 氷河の名称について
この氷河の「ヘクター」という名称は、この氷河の存在する付近の地域で博物学者などとして知られていたジェームズ・ヘクター（James Hector、1834年3月16日生まれ、1907年11月6日没）の姓にちなんで命名されたものである。ちなみに、この氷河が流れ出しているヘクター山も同じ人物の姓にちなんで命名されたものである。